# Sahāwar
Sahāwar är en ort i Indien.   Den ligger i delstaten Uttar Pradesh, i den norra delen av landet, 180 km sydost om huvudstaden New Delhi. Sahāwar ligger 178 meter över havet och antalet invånare är 22 201.
Terrängen runt Sahāwar är mycket platt. Runt Sahāwar är det tätbefolkat, med 613 invånare per kvadratkilometer. Närmaste större samhälle är Kāsganj, 18,5 km väster om Sahāwar. Trakten runt Sahāwar består till största delen av jordbruksmark.